# Вюст, Нора
Но́ра Вюст (нем. Nora Wüest; род. около 1999) — швейцарская кёрлингистка.
В составе смешанной сборной Швейцарии бронзовый призёр чемпионата мира 2024. Чемпион Швейцарии среди смешанных команд.
В «классическом» кёрлинге (команда из четырёх человек одного пола) играет на позициях четвёртого и третьего. Скип команды.

## Достижения
- Чемпионат мира по кёрлингу среди смешанных команд: бронза (2024).
- Чемпионат Швейцарии по кёрлингу среди смешанных команд: золото (2024, 2025).

## Команды
| Сезон                          | Четвёртый     | Третий         | Второй        | Первый       | Запасной                                           | Турниры               |
| ------------------------------ | ------------- | -------------- | ------------- | ------------ | -------------------------------------------------- | --------------------- |
| 2016—17                        | Нора Вюст     | Ladina Müller  | Lisa Gugler   | Karin Winter |                                                    |                       |
| 2017—18                        | Нора Вюст     | Ladina Müller  | Lisa Gugler   | Karin Winter | тренер: Kusi Müller                                |                       |
| 2018—19                        | Нора Вюст     | Ladina Müller  | Karin Winter  | Lisa Gugler  |                                                    |                       |
| 2019—20                        | Нора Вюст     | Marina Hauser  | Ladina Müller | Lisa Gugler  | Karin Winter тренер: Markus Müller                 | ЧШЖ 2020 (4 место)    |
| 2020—21                        | Ladina Müller | Нора Вюст      | Anna Stern    | Karin Winter | Lisa Gugler тренер: Markus Müller                  |                       |
| 2021—22                        | Ladina Müller | Нора Вюст      | Anna Stern    | Karin Winter | Lisa Gugler тренеры: Флурина Коблер, Markus Müller | ЧШЖ 2022 (5 место)    |
| 2022—23                        | Anna Stern    | Флурина Коблер | Нора Вюст     | Karin Winter | Carola Wüest тренер: Patrick Poli                  | ЧШЖ 2023 (5 место)    |
| Кёрлинг среди смешанных команд |               |                |               |              |                                                    |                       |
| 2022—23                        | Ив Вагензейль | Нора Вюст      | Дитер Вюст    | Марион Вюст  |                                                    | ЧШСК 2023 (5 место)   |
| 2023—24                        | Ив Вагензейль | Нора Вюст      | Дитер Вюст    | Марион Вюст  |                                                    | ЧШСК 2024             |
| 2024—25                        | Ив Вагензейль | Нора Вюст      | Дитер Вюст    | Марион Вюст  | тренер: Carola Wueest (ЧМСК)                       | ЧМСК 2024 · ЧШСК 2025 |

(скипы выделены полужирным шрифтом)

## Частная жизнь
Представитель семьи кёрлингистов: её отец Дитер Вюст является чемпионом Швейцарии среди мужчин и смешанных команд, бронзовым призёром мужских чемпионатов Европы и мира, в одной команде с Норой выигрывал чемпионат Швейцарии среди смешанных команд и бронзовую медаль чемпионата мира в 2024 году; вместе с ними в смешанной команде на чемпионатах Швейцарии и мира играла другая дочь Дитера и сестра Норы, Марион Вюст; тренером смешанной команды была сестра-близнец Марион, Карола Вюст нем. Carola Wueest); жена Дитера и мать всех дочерей, Изабелла Вюст (нем. Isabelle Wüest) — также кёрлингистка, они с Дитером в смешанной команде выиграли чемпионат Швейцарии в 2022 году.